# Teorikon
Teorikon (gr. theorikon) to zasiłek w wysokości dwóch oboli, wypłacany w Atenach od czasów Peryklesa ubogim obywatelom na opłacenie wstępu do teatru, a z czasem na wszelkie widowiska. Był jednym z charakterystycznych przejawów polityki kulturalnej państwa ateńskiego w V w. p.n.e.
Zniesiony na wniosek Demostenesa z przeznaczeniem na cele wojskowe.